# コスツス・スピカツス
コスツス・スピカツス（学名：Costus spicatus）はオオホザキアヤメ科コスツス属の多年草。同属のインディアンヘッドジンジャー（コスツス・スカベル、Costus Scaber）と同様、こちらもIndian head gingerと呼ばれることがある。YListおよび跡見群芳譜ではホザキフクジンソウとされる。

## 特徴
高さ2 mほど。ショウガ科とは異なり茎を有し、葉は長さ30 cm、幅10 cmほどで全縁、茎に対して一列、螺旋状につく（互生ではない）。茎の先端に長さ7–13 cm、径4 cmの花序をつける。花苞は赤色（コスツス・スカベルはオレンジ色）で、花苞の脇から黄色、桃色、黄～桃色の花を咲かせる。花弁はラッパ状。

## 分布、利用
西インド諸島原産。POWOではメキシコ、キューバ、プエルトリコなどが原産とされる。